# ماريو أوسونا
ماريو أوسونا (بالإسبانية: Mario Osuna) (20 أغسطس 1988 بكولياكان في المكسيك - ) هو لاعب كرة قدم مكسيكي في مركز الوسط. شارك مع منتخب المكسيك لكرة القدم. أما مع النوادي، فقد لعب مع نادي غوادالاخارا ودورادوس سينالوا ونادي كيريتارو.

## مسيرته الكروية
لعب ماريو أوسونا خلال مسيرته الاحترافية مع 3 أندية في خمسة عشر موسمًا وسجل خلالها 17 هدفًا ضمن 289 مباراة. حيث فاز في موسم واحد بالكأس ولم يفز بأي دوري.
خاض ماريو أوسونا مسيرته مع دورادوس سينالوا في موسم 2007–08 ليلعب معه ستة مواسم، مشاركًا في 109 مباراة سجل خلالها 7 أهداف. ثم انتقل إلى نادي كيريتارو في موسم 2012–13 ليلعب معه خمسة مواسم، حيث شارك في 100 مباراة سجل خلالها 4 أهداف. لينتقل بعدها إلى نادي موريليا الرياضي في موسم 2016–17 ليلعب معه أربعة مواسم، مشاركًا في 80 مباراة سجل خلالها 6 أهداف.

## روابط خارجية
- ماريو أوسونا على موقع إي إس بي إن إف سي (الإنجليزية)
- ماريو أوسونا على موقع قاعدة بيانات كرة القدم.إي يو (الإنجليزية)
- ماريو أوسونا على موقع ناشيونال فوتبول تيمز (الإنجليزية)
- ماريو أوسونا على موقع Soccerway.com (الإنجليزية)
- ماريو أوسونا على موقع عالم كرة القدم.نت (الإنجليزية)
- ماريو أوسونا على موقع AS.com (الإسبانية)